# Santa María (karaka)

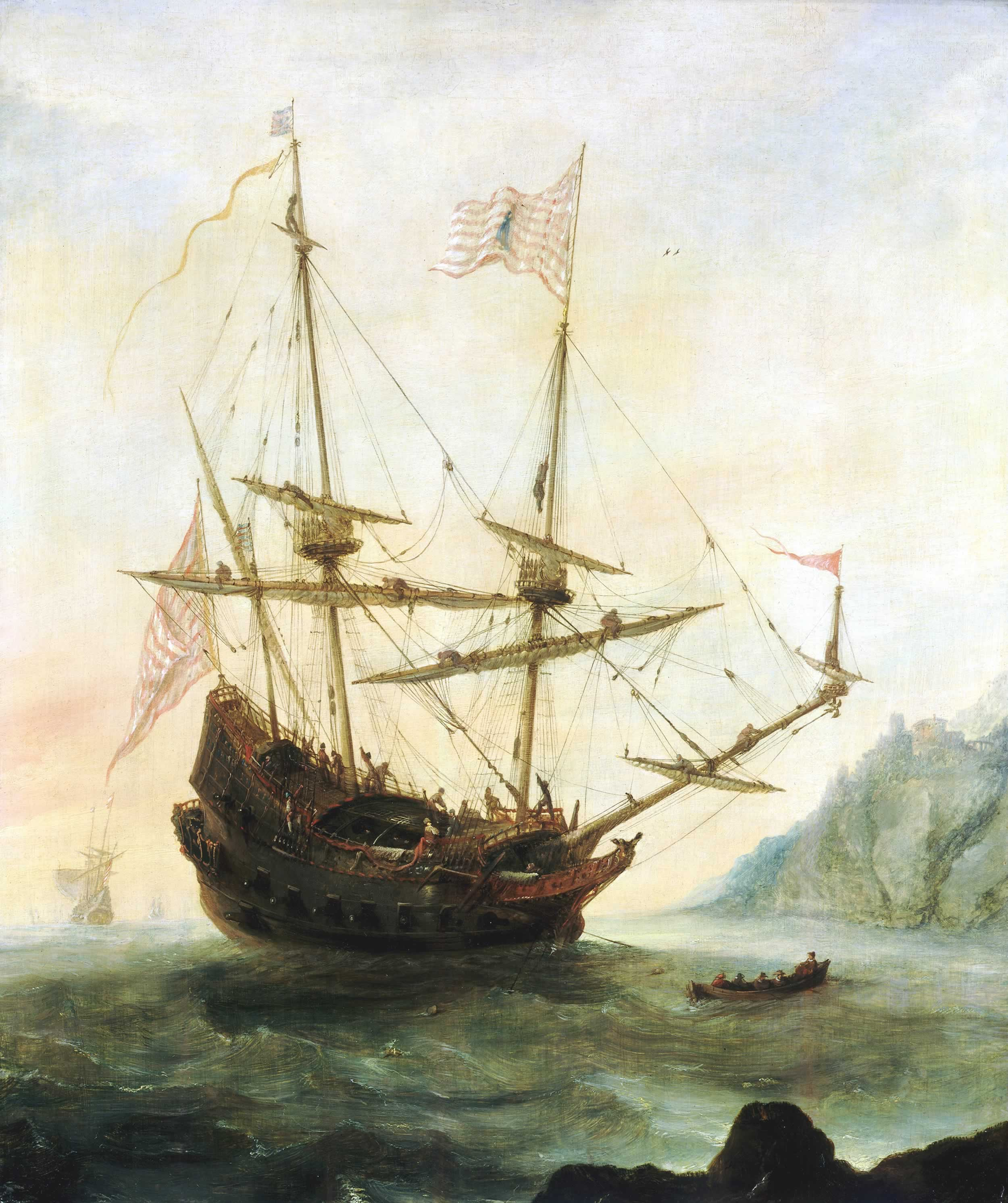
Santa María na obrazu vlámského malíře ze začátku 17. století

Santa María byla největší ze tří lodí použitých Kryštofem Kolumbem při jeho první cestě přes Atlantský oceán v roce 1492. Její majitel byl Juan de la Cosa. Výpravy se zúčastnily ještě dvě karavely Pinta a Niña.
Santa María byla zřejmě malá karaka, nebo nao (nau). Sloužila jako velící a zásobovací loď pro Kolumbovu expedici. Posádku tvořilo 40 mužů.

## Název
Santa María se původně jmenovala La Gallega, jejím námořníkům byla ale možná známa také jako Marigalante (Galantní Marie). Bartolomé de Las Casas nikdy nepoužil ve svých dílech název La Gallega, Marigalante či Santa María, používal spíše la Capitana nebo La Nao.[zdroj?]

## Popis

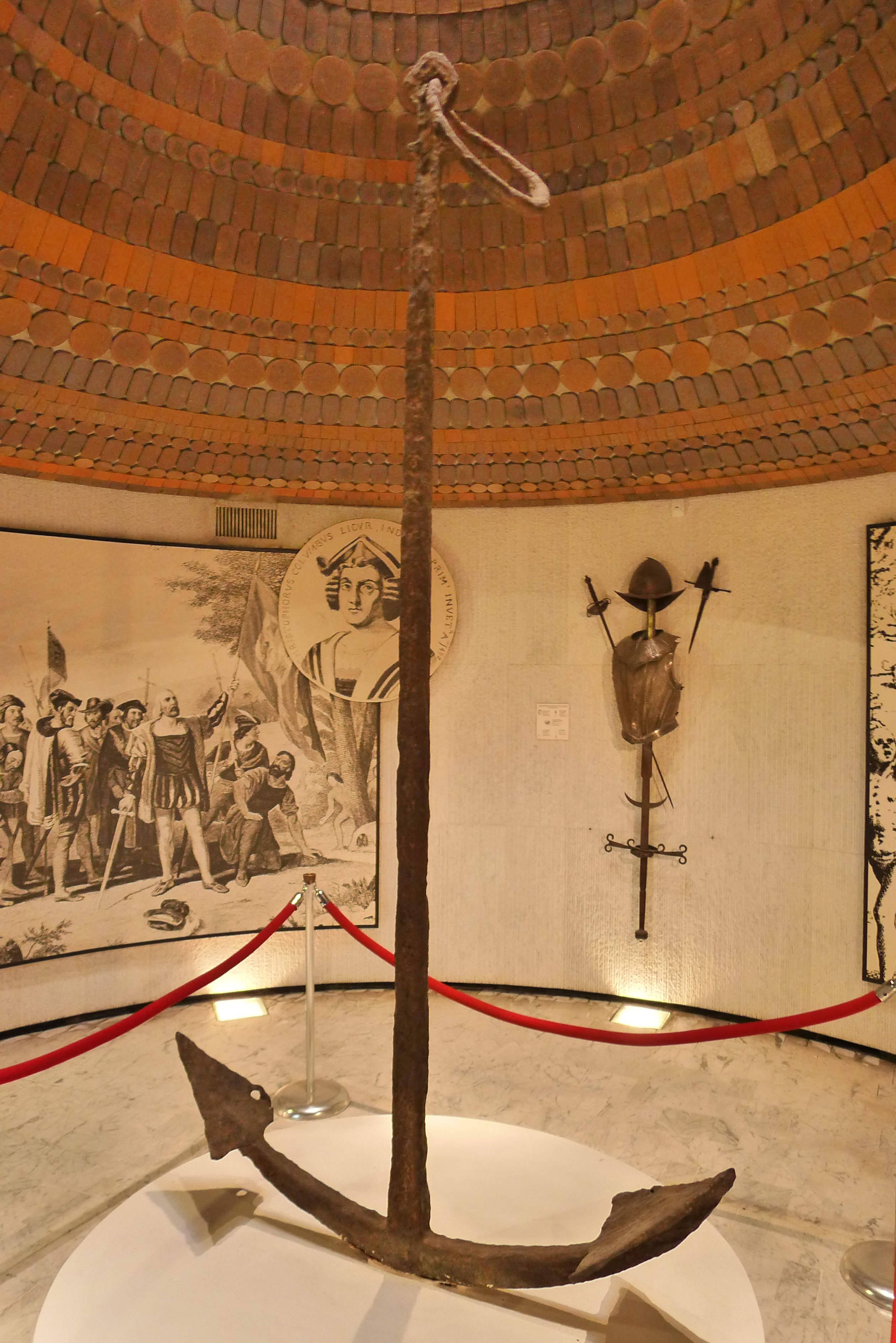
Kotva lodi Santa María v haitském muzeu

Santa María byla sice vlajkovou, ale nejpomalejší z Kolumbových lodí. Loď měla kompletní palubu (menší lodě měly pouze částečně podpalubí) a tři stěžně. O rozměrech lodi není nic bližšího známo, když z doby její existence se nedochovala žádná dokumentace a ani pouhé zobrazení lodi. Rozměry jsou proto pouze odhadovány. Podle některých zdrojů byla loď dlouhá asi 40 metrů a široká 8 metrů,  Podle jiných zdrojů měla loď délku 22,6 metru, šířku 7,6 metru a ponor 2,1 metru. 

## Ztroskotání
V roce 1492 se loď plavila podél Haiti, přičemž u kormidla zbyl pouze plavčík; ostatní členové posádky odpočívali po bouřlivých vánočních oslavách. Loď tak 25. prosince najela na mělčinu u pobřeží dnešního města Limonade a dalšího dne se potopila. Posádka se zachránila, větší část posádky založila kolonii La Navidad (Vánoce). Vrak lodi byl do velké míry rozebrán a použit při stavbě La Navidad.
Kotva lodi se dochovala a je vystavena v Musée du Panthéon National Haïtien (MUPANAH), v haitském Port-au-Prince.
V květnu 2014 podmořský archeolog Barry Clifton oznámil, že jeho tým ztotožnili vrak, který objevil v roce 2003, s Kolumbovou vlajkovou lodí Santa Maria. Tým expertů UNESCO, vyslaný na místo haitskou vládou, však v říjnu 2014 uvedl, že se nejedná o Kolumbovu loď a datoval objevený vrak na konec 17. či začátek 18. století.

## Repliky

Repliky lodi Santa María
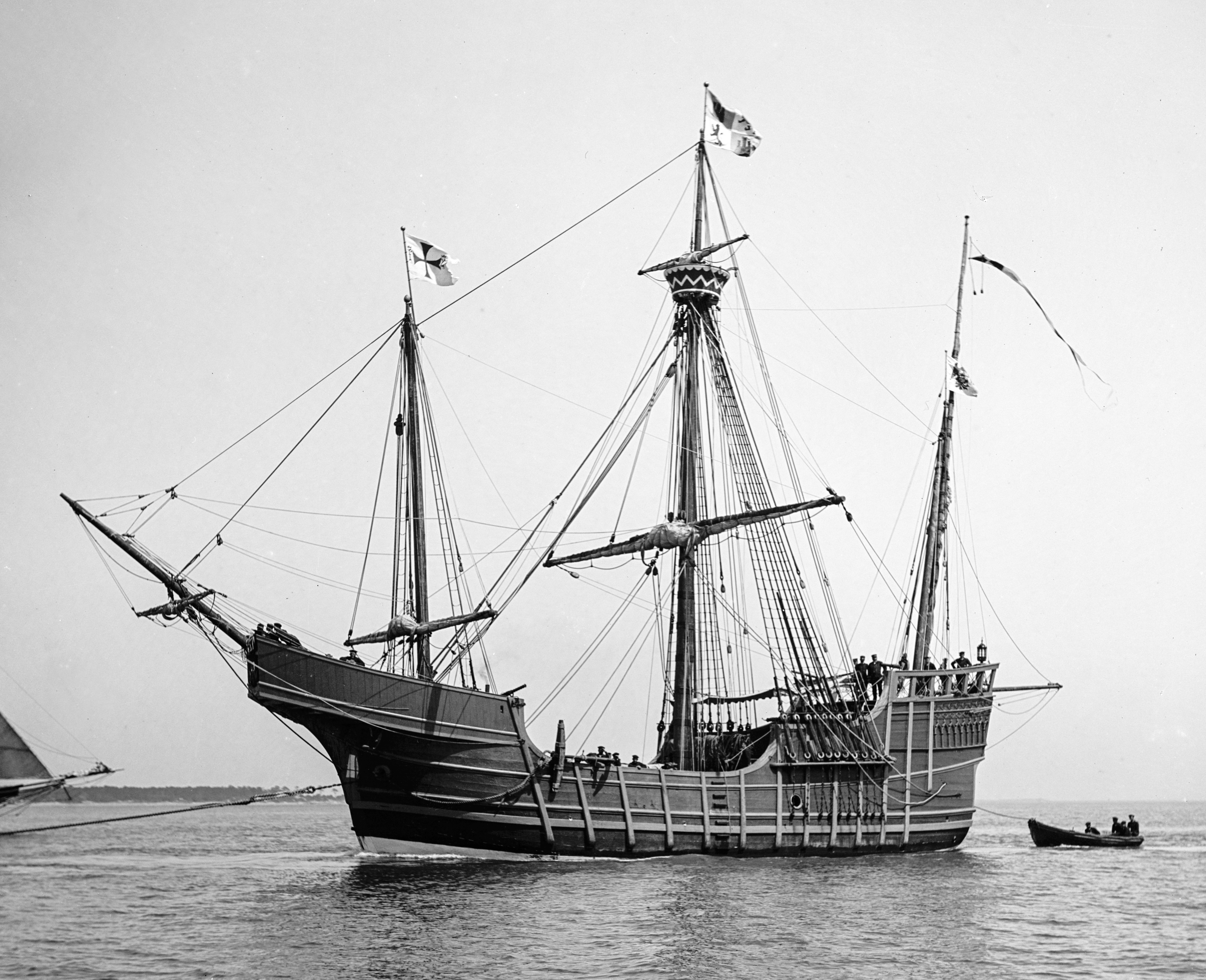
Replika z roku 1892
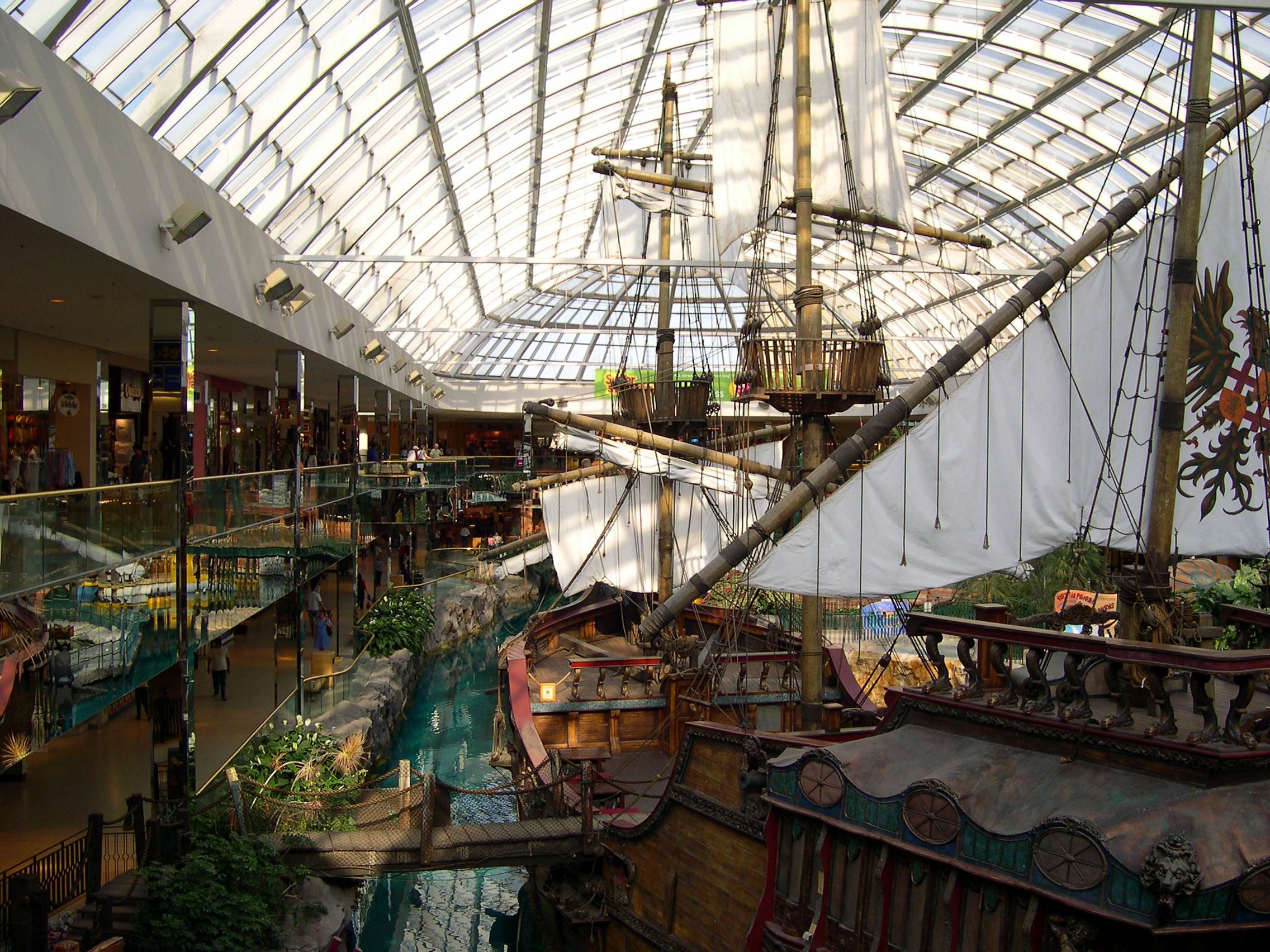
Replika pro Expo 86
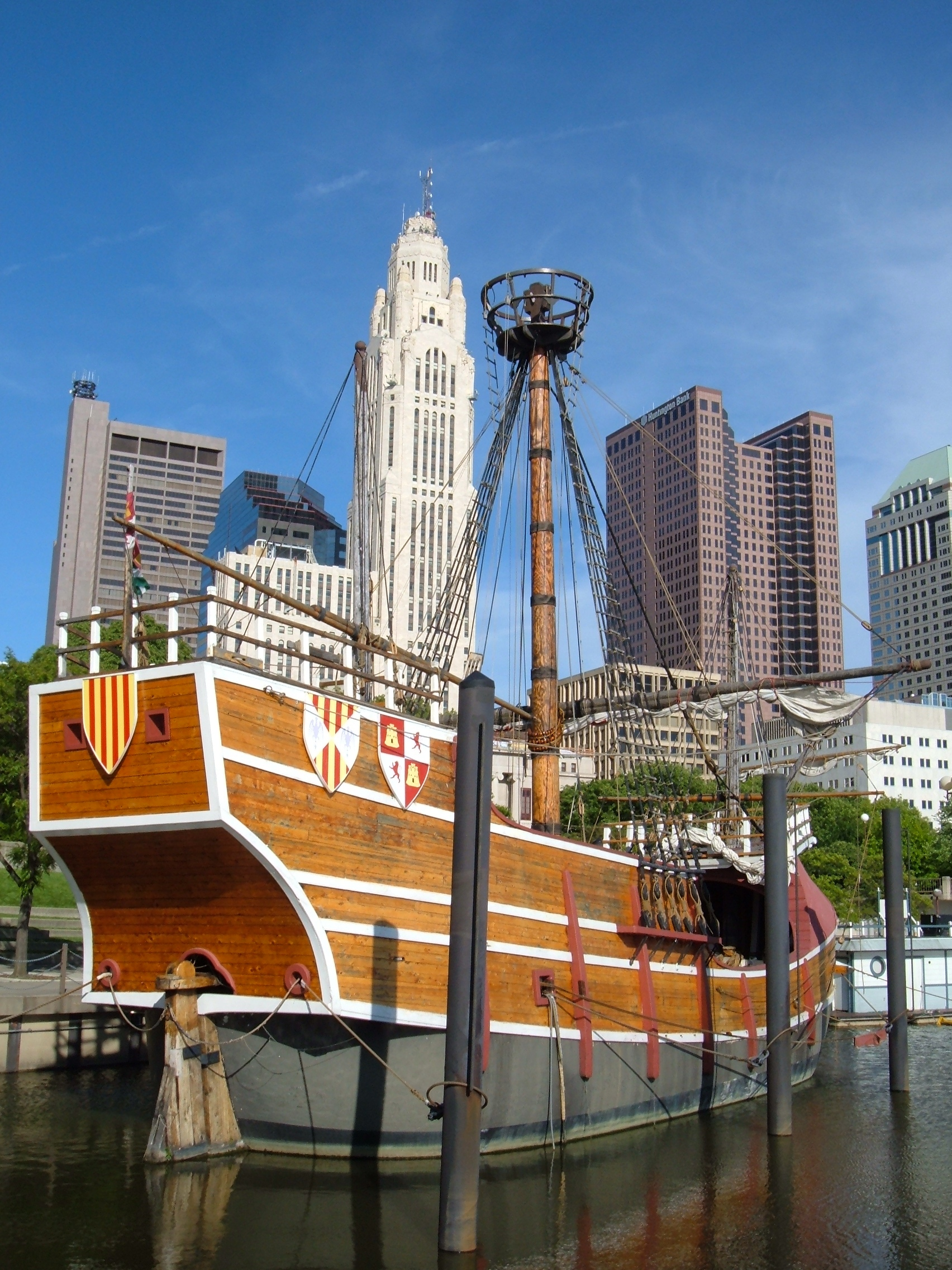
Replika ve městě Columbus
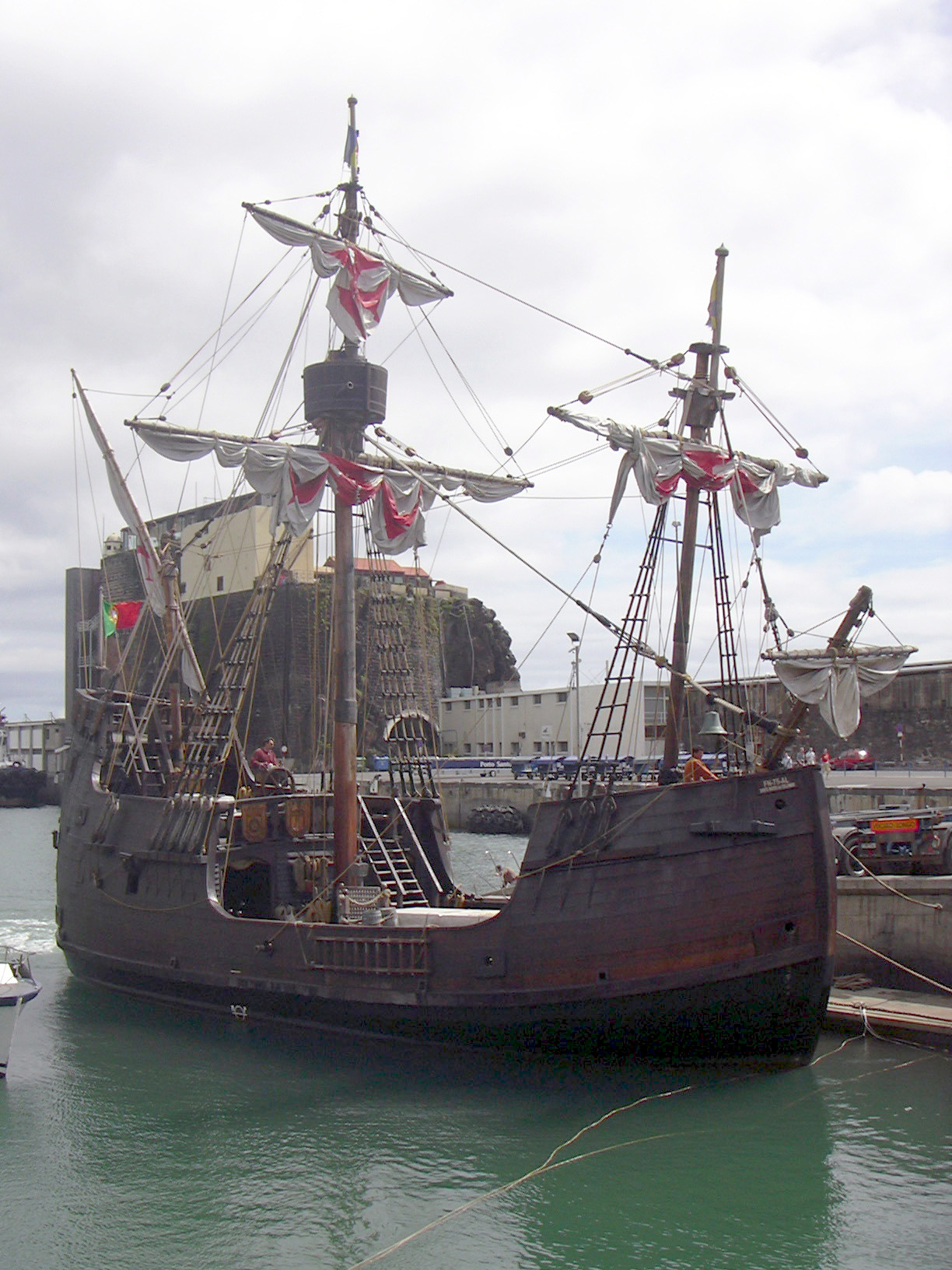
Replika ve Funchalu
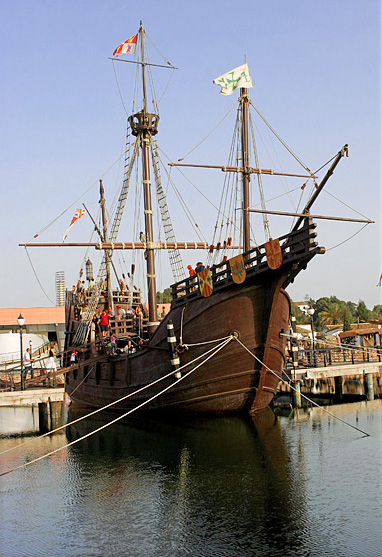
Replika v Palos de la Frontera

I přes nejasný vzhled a rozměry lodi (viz výše) bylo postaveno hned několik jejích replik.
Jedna z replik byla postavena pro španělskou vládu již v roce 1892. Další z replik byla vyrobena pro výstavu Expo 86 ve Vancouveru, nyní se nachází v nákupním centru v Edmontonu. Jinou repliku si nechalo postavit americké město Columbus v roce 1991. Další replika byla vyrobena ve Španělsku při příležitosti oslavy 500 let objevení Ameriky, nyní kotví ve španělském Palos de la Frontera. Jiná replika byla postavena v letech 1997 a 1998 na ostrově Madeira a kotví ve Funchalu.